# مارک رولندز
مارک رولندز (انگلیسی: Mark Rowlands متولد ۱۹۶۲) استاد فلسفه در دانشگاه میامی، تا به حال کتاب‌های متعددی در زمینهٔ فلسفهٔ ذهن، جایگاه اخلاقی حیوانات و نقد فرهنگی منتشر کرده است. شهرت او بیشتر مرهون کتاب فیلسوف و گرگ(۲۰۰۸)است که به یک کتاب پرفروش بین‌المللی بدل شد.
از جمله حقوق حیوانات (۱۹۹۹)، ماهیت آگاهی (۲۰۰۱)، شهرت (۲۰۰۸)، علم جدید ذهن (۲۰۱۰)، آیا حیوانات می‌توانند اخلاقی باشند؟ (۲۰۱۲).